# Hans Düren
Hans Düren (* 26. April 1948) ist ein ehemaliger deutscher Fußballspieler.
Der Angreifer wechselte 1972 vom SV 03 Tübingen zum SSV Reutlingen 05. In der Saison 1972/73 absolvierte Düren in der Regionalliga Süd 20 Spiele und erzielte dabei 3 Tore. Nach dem Abstieg am Ende dieser Saison spielte Hans Düren mit dem SSV Reutlingen in der Saison 1973/74 in der 1. Amateurliga Schwarzwald-Bodensee. In dieser Spielzeit wurde Düren mit Reutlingen Württembergischer Amateurmeister und bei der anschließenden Teilnahme an der Endrunde um die Deutsche Amateurmeisterschaft 1974 Deutscher Amateurmeister. Als Hans Düren in der anschließenden Saison mit dem SSV Reutlingen als Meister der 1. Amateurliga Schwarzwald-Bodensee an der Aufstiegsrunde zur 2. Bundesliga teilnahm machte er mit dem SSV durch 5 Siege in 6 Gruppenspielen, in denen Hans Düren 6 Treffer erzielte, den Aufstieg in den Profifußball perfekt. In der Zweitligasaison 1975/76 war Düren 29 Mal für den SSV Reutlingen in der 2. Bundesliga Süd im Einsatz und erzielte dabei 6 Tore. Nachdem er am Saisonende mit seinen Reutlingern abgestiegen war, wurde Düren mit dem SSV 2 Mal erneut Schwarzwald-Bodensee-Meister und scheiterte darauf jeweils in der Aufstiegsrunde. Nachdem Hans Düren in der Saison 1978/79 nach 38 Saisoneinsätzen in der neuen Oberliga Baden-Württemberg, in denen ihm ein Treffer gelang mit dem SSV als Tabellenletzter abstieg, wechselte er zum SV Nehren.